# 多组学

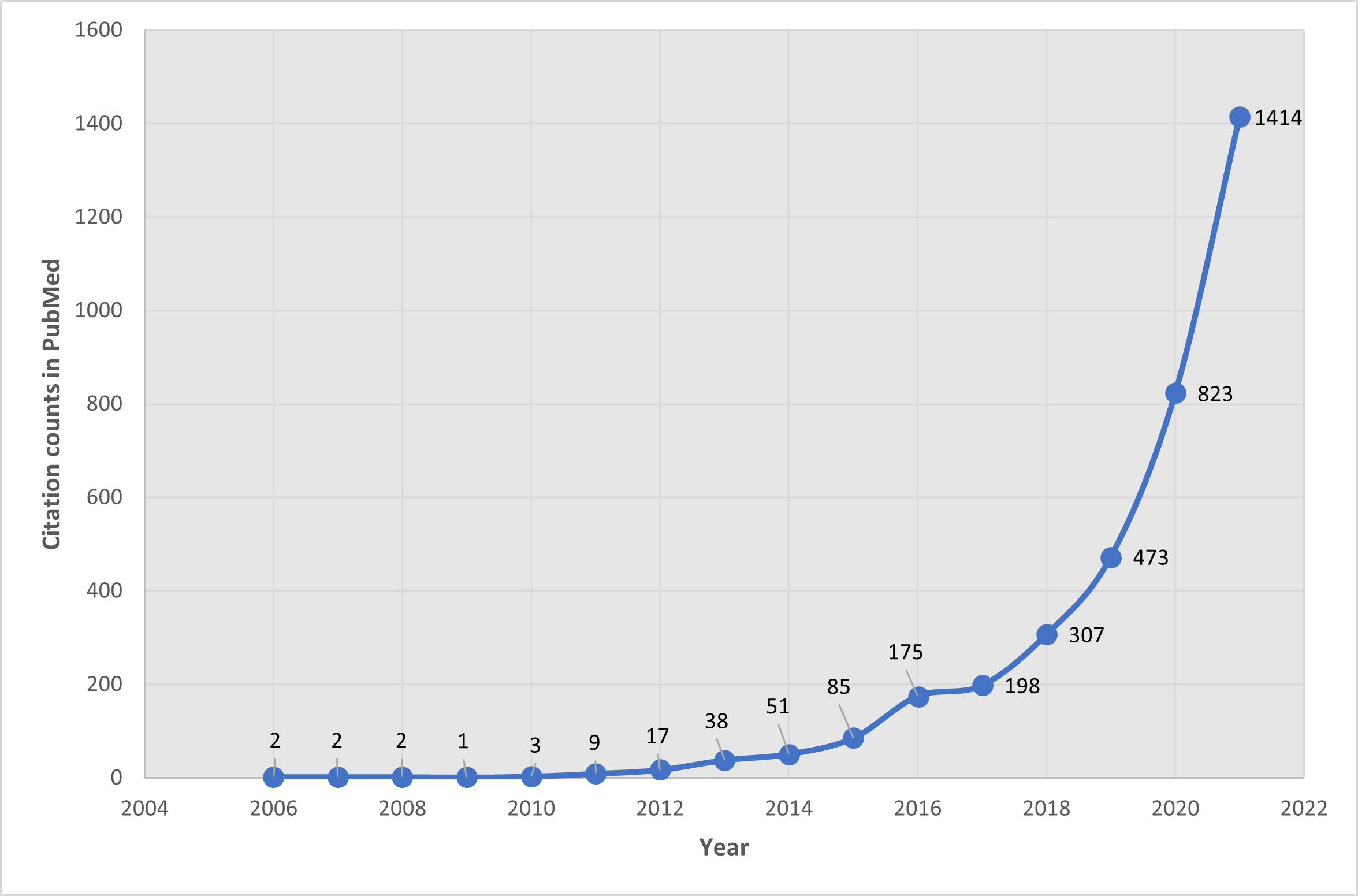
截至2021年12月31日在PubMed关键词"Multiomics"和"Multi-omics"引用数

多组学（英語：Multiomics）是对多重数据（包括基因組、表觀基因組、蛋白质组、代谢物组、暴露组和微生物组）的生物学分析方法；换言之就是用多组学技术一致性研究生命。